# Szpara pod Rysami
Szpara pod Rysami – jaskinia w Dolinie Rybiego Potoku w Tatrach Wysokich. Wejście do niej położone jest na płaskim wierzchołku Buli pod Rysami, na wysokości 2047 m n.p.m. Długość jaskini wynosi 16,5 metrów, a jej deniwelacja 7 metrów.

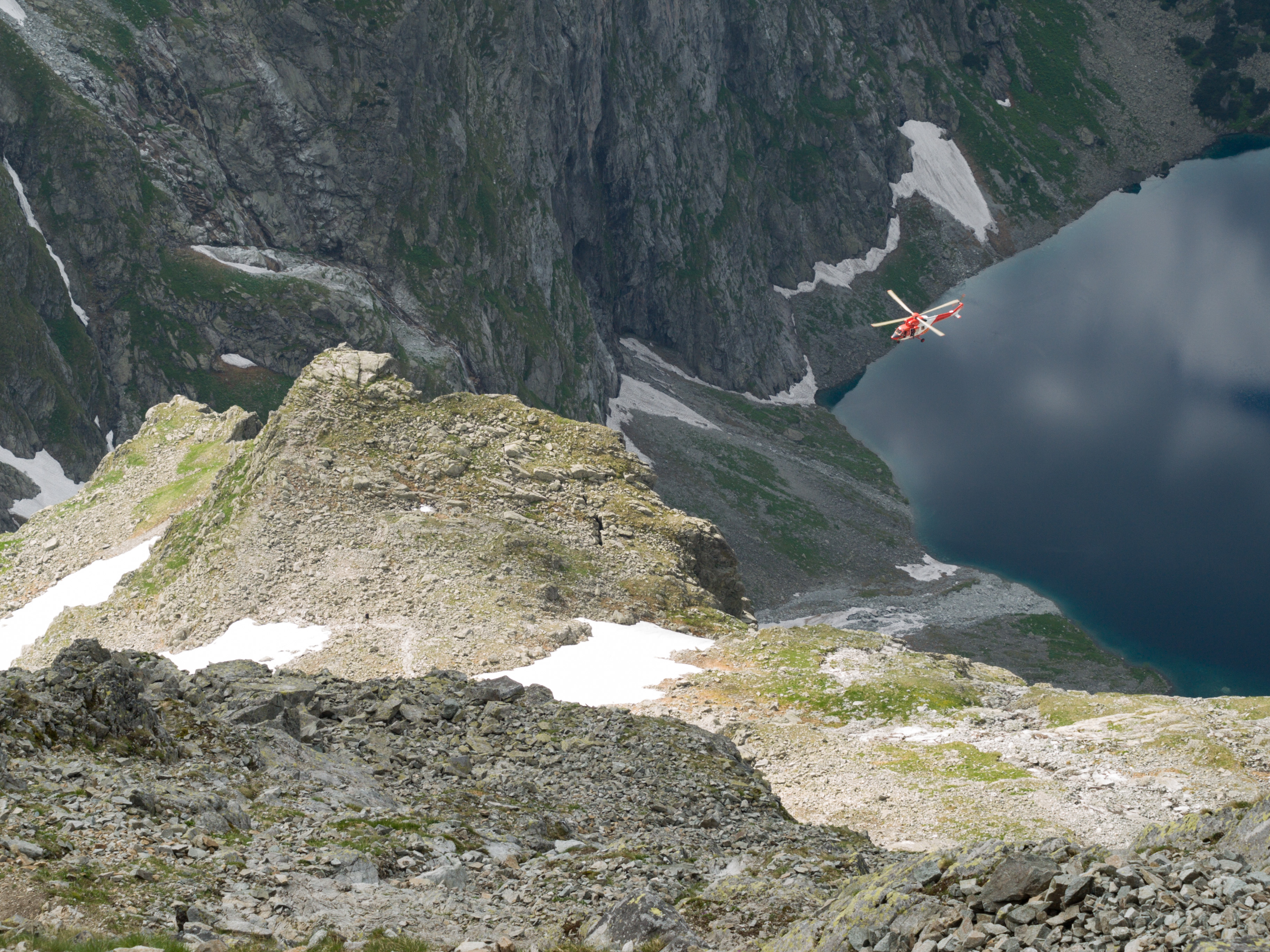
Bula pod Rysami. Po prawej stronie na płaskiej powierzchni szczytu – Szpara pod Rysami

## Opis jaskini
Jaskinię stanowi długa, 16,5-metrowa szczelina z zaklinowanymi w niej głazami o szerokości od 0,3 metrów do 0,8 metrów i głębokości od 3,4 metrów do 7 metrów. Jaskinia znajduje się na wielkim pęknięciu w odległości nie przekraczającej kilkunastu metrów od krawędzi Buli pod Rysami i według W. Cywińskiego w przyszłości nastąpi na tym pęknięciu wielki obryw.

## Przyroda
W jaskini brak jest nacieków. Na ścianach rosną mchy, porosty i glony.

## Historia odkryć
Jaskinia była prawdopodobnie znana od dawna. Jej pierwszy plan i opis sporządzili we wrześniu 2000 roku A. Gajewska i K. Recielski.